# روني عازار
روني عازار (مواليد 20 فبراير 1983) لاعب كرة قدم لبناني يلعب حالياً مع نادي الصفاء في الدوري اللبناني الممتاز وهو لاعب سابق في منتخب لبنان.

## روابط خارجية
- روني عازار على موقع قاعدة بيانات كرة القدم.إي يو (الإنجليزية)
- روني عازار على موقع ناشيونال فوتبول تيمز (الإنجليزية)
- روني عازار على موقع Soccerway.com (الإنجليزية)
- روني عازار على موقع كووورة